# 24. februar
24. februar je 55. dan leta v gregorijanskem koledarju. Ostaja še 310 dni (311 v prestopnih letih).

## Dogodki
- 1075 – na sinodi v Rimu uzakonjen celibat
- 1525 – v bitki pri Pavii, Španci premagajo francosko-švicarske sile
- 1582 – papež Gregor XIII. sprejme gregorijanski koledar
- 1821 – Mehika razglasi neodvisnost
- 1882 – Robert Koch odkrije bakterijo, ki povzroča tuberkulozo
- 1920:
  - Nemška delavska stranka sprejme nacionalsocialistični program in se preimenuje v NSDAP
  - Nancy Astor je prva ženska članica britanskega parlamenta.
- 1939 – Madžarska in Mandžukuo podpišeta antikominternski pakt
- 1942 – oddajati začne radio Voice of America
- 1945 – Tito se v Beogradu sestane s Tolbuhinom in Alexandrom
- 1946 – Juan Perón postane argentinski predsednik
- 1948 – množične demonstracije na Češkoslovaškem
- 1966 – v državnem udaru v Gani odstavljen Kwame Nkrumah
- 1969 – izstrelijo medplanetarno vesoljsko sondo Mariner 6 proti Marsu
- 1971 – Alžirija nacionalizira francoske naftne družbe
- 1979 – pričetek vojne med Severnim in Južnim Jemnom
- 2011 – raketoplan Discovery poleti na svojo zadnjo vesoljsko odpravo
- 2022 – Ruska federacija začne invazijo na Ukrajino[1]

## Rojstva
- 1103 – cesar Toba, 74. japonski cesar († 1156)
- 1304 – Ibn Batuta, berberski popotnik, raziskovalec († 1377)
- 1463 – Giovanni Pico della Mirandola, italijanski humanist, kabalist in filozof († 1494)
- 1597 – Vincent Voiture, francoski pesnik († 1648)
- 1619 – Charles Le Brun, francoski slikar († 1690)
- 1645 – Ferenc Rákóczi I., madžarski plemič († 1676)
- 1697 – Bernard Siegfried Albinus, nemški anatom († 1770)
- 1709 – Jacques de Vaucanson, francoski izumitelj († 1782)
- 1786 – Wilhelm Carl Grimm, nemški jezikoslovec († 1859)
- 1831 – Georg Leo Caprivi, nemški general in politik slovenskega rodu († 1899)
- 1859 – Karel Štrekelj, slovenski jezikoslovec, etnograf, književni zgodovinar († 1912)
- 1866 – Peter Nikolajevič Lebedjev, ruski fizik († 1912)
- 1881 – Mulaj Abd al-Aziz, sultan Maroka († 1943)
- 1895 – Vsevolod Vjačeslavovič Ivanov, ruski pisatelj († 1963)
- 1897 – Matija Bravničar, slovenski skladatelj († 1977)
- 1903 – Vladimir Bartol, slovenski pisatelj († 1967)
- 1909 – August William Derleth, ameriški pisatelj († 1971)
- 1910 – Karl Hugo Strunz, nemški mineralog († 2006)
- 1912 – Jiří Trnka, češki lutkar, ilustrator, animator, režiser († 1969)
- 1923 – Mihailo Marković, srbski filozof († 2010)
- 1943 – Maca Jogan, slovenska sociologinja
- 1944 – Ivica Račan, hrvaški premier († 2007)
- 1956 – Judith Butler, ameriška filozofinja in feministka
- 1966 – William George »Billy« Zane, ameriški filmski igralec
- 1969 – Karel Holec, slovenski porabski pisatelj in novinar

## Smrti
- 1169 – Berta Tübingenška, mejna grofinja Badna in Verone
- 1265 – Roger IV., grof Foixa
- 1386 – Karel III., neapeljski kralj, ogrsko-hrvaški kralj, ahajski vojvoda (* 1345)
- 1563 – François, vojvoda Guiški, francoski general in politik (* 1519)
- 1642 – Marco da Gagliano, italijanski skladatelj (* 1575)
- 1704 – Marc Antoine Charpentier, francoski skladatelj (* 1634)
- 1785 – Carlo Maria Buonaparte, Napoleonov oče (* 1746)
- 1810 – Henry Cavendish, angleški fizik, kemik (* 1731)
- 1812 – Étienne Louis Malus, francoski častnik, inženir, fizik, matematik (* 1775)
- 1815 – Robert Fulton, ameriški inženir, izumitelj (* 1765)
- 1824 – Mihael Barla, slovenski porabski pesnik in pisatelj (* ok. 1778)
- 1825 – Thomas Bowdler, angleški zdravnik, književni cenzor (* 1754)
- 1856 – Nikolaj Ivanovič Lobačevski, ruski matematik (* 1792)
- 1923 – Edward Williams Morley, ameriški fizik, kemik (* 1838)
- 1953 – Karl Rudolf Gerd von Rundstedt, nemški feldmaršal (* 1875)
- 1990 – Alessandro Pertini, italijanski državnik (* 1896)
- 2001 – Claude Elwood Shannon, ameriški matematik (* 1916)

## Goduje
- sveti Matija
- kartaginski mučenci